# Фейн, Джон, 11-й граф Уэстморленд
Джо́н Фе́йн, 11-й гра́ф Уэ́стморленд (англ. John Fane, 11th Earl of Westmorland; 3 февраля 1784 — 16 октября 1859) — британский аристократ, военный и политический деятель, дипломат, 11-й граф Уэстморленд (1841—1859).

## Биография

### Происхождение и образование
Джон Фейн был старшим сыном в семье Джона Фейна, 10-го графа Уэстморленд и его первой супруги Сары Фейн, дочери Роберта Чайльда и Сары Чайльд. Его младшая сестра, леди Сара Вильерс была известной светской львицей.
Получил образование в Хим-школе, а затем поступил в школу Харроу, которую окончил в 1799 году. После окончания школы, Джон поступил в Тринити-колледж, который закончил в 1808 году в степени магистра.

### Военная карьера
24 декабря 1803 года поступил на службу в армию в звании прапорщика 11-го полка. 5 января 1804 года он перешёл в 7-й полк и ему было присвоено звание лейтенанта. 3 мая 1805 года Фейн был зачислен в полк Королевских уэльских фузилёров и ему было присвоено звание капитана.
1 ноября 1805 года Фейн перешёл на службу в 3-й драгунский гвардейский полк, в котором служил адъютантом генерала Джорджа Дона. 16 марта 1806 года был избран в парламент, где Фейн стал сторонником вигов. Затем он вновь был призван на службу и отправился в Сицилию и Египет, где служил под командованием адмирала Джона Томаса Дакворта, под командованием которого участвовал в Дарданелльской операции и Александрийской экспедиции.
В 1808 году отправился в Португалию, где служил под командованием Артура Уэлсли. Фейн был активным участником Пиренейской войны, участвовал в битве при Ролисе (1808), битве при Вимейру (1808), битве при Талавере (1809) и битве при Бусаку (1810) и войну закончил в звании полковника 63-го пехотного полка.
27 мая 1825 года Фейну был пожалован чин генерал-майора.
28 июня 1838 года Фейн получил звание генерал-лейтенанта.
В 1854 году Фейн получил звание генерала.

### Дипломатическая карьера
Помимо военной карьеры, Фейн служил в качестве дипломатического представителя и чрезвычайного посла Великобритании во многих странах. С 1814 по 1830 год Фейн занимал должность чрезвычайного посланника и полномочного министра в Великом герцогстве Тосканском.
С 1841 по 1851 год занимал должность чрезвычайного посланника и полномочного министра Великобритании в Пруссии.
С 1851 по 1855 год Фейн занимал должность посла Великобритании в Австро-Венгрии.

### Музыкальная деятельность
Джон Фейн занимался музыкой, он был автором двух опер «Il Тоrnео» и «L’Eroe di Lancastro», а также автором симфоний, кантат и месс.

### Семья
26 июня 1811 года женился на Присцилле Уэллсли-Поул, младшей дочери Уильяма Уэллсли-Поула и Кэтрин Уэллсли-Поул. У супругов было 7 детей:
- Роуз София Мэри Фейн[англ.] (5 сентября 1834 — 14 февраля 1921), филантроп, была женой Генри Вейгалла;
- Дост. Джон Артур Фейн (12 февраля 1816 — 29 августа 1816);
- Джордж Август Фредерик Август Джон Фейн, лорд Бергерш (18 июня 1819 — 29 апреля 1848);
- Мэри Луиза Присцилла Фейн (24 мая 1822 — 25 марта 1837), умерла в юности;
- Эрнест Фицрой Невилл Фейн, лорд Бергерш (7 января 1824 — 22 июня 1851);
- Фрэнсис Фейн (19 ноября 1825 — 3 августа 1891), 12-й граф Уэстморленд (1859—1891);
- Дост. Джулиан Фейн[англ.] (10 октября 1827 — 19 апреля 1870), дипломат и поэт.

### Смерть
Скончался 16 октября 1859 года в возрасте 75 лет, графский титул унаследовал четвёртый сын Фрэнсис.